# Sielec (rejon włodzimierski)
Sielec (ukr. Селець) – wieś na Ukrainie, w rejonie włodzimierskim obwodu wołyńskiego.

## Pałac
- w pałacu wybudowanym przez rodzinę Czackich znajdowała się kolekcja obrazów Berty z Potockich Czackiej (zm. 1824). Obiekt zrównany został z ziemią w trakcie I wojny światowej. Pałac otaczał ładny park połączony z ogrodem botanicznym[1]